# Isola (Milano)
L'Isola (l'Isola in dialetto milanese, AFI: [ˈiːzula]) è un quartiere  di Milano. Fa parte del Municipio  9, di cui costituisce il NIL n. 11 "Isola". 

## Geografia fisica
L'Isola è situata a nord di Porta Garibaldi (fino al 1860 chiamata Porta Comasina). Ha origine dal borgo lineare che dal primo Ottocento si era sviluppato “fuori porta” nel Comune dei Corpi Santi, ai lati dell'antica strada Comasina, a spese della preesistente campagna.
Ma da metà Ottocento la continuità della strada e del suo borgo fu interrotta dalla costruzione trasversale degli impianti ferroviari che oggi fanno capo alla stazione Garibaldi. Dal 1878 alla strada Comasina venne attribuito il nome attuale di corso Como fino alla stazione, ed oltre questa, più a nord in direzione di Como, di via Borsieri, continuata da via Thaon di Revel.
Il quartiere rimase così diviso in due parti, la sud più vicina al centro di Milano e la nord oltre le ferrovie.
Originariamente, il nome Isola veniva attribuito dai milanesi a tutta la zona immediatamente a nord di porta Garibaldi, del ponte delle Gabelle e di porta Nuova, a sud della Fontana, a sud-ovest delle Abbadesse, ad ovest del centro direzionale, ad est della zona Farini; limiti indicativi e fluttuanti, poiché i cosiddetti “quartieri” di Milano  un tempo non avevano confini ufficialmente stabiliti.
Ma recentemente il Comune ha introdotto, all'interno dei  Municipi, un'ulteriore ripartizione in 88 NIL (Nuclei di Identità Locale) ufficialmente perimetrati, riservando il nome "Isola", NIL n. 11, alla sola parte del vecchio borgo situata a nord della stazione Garibaldi.
La corrispondente parte del vecchio borgo situata a sud della stazione Garibaldi, completamente snaturata dalle costruzioni ferroviarie e dal progetto Porta Nuova, è stata unita alla zona dove un tempo esisteva l'ala ovest del fabbricato della prima Stazione Centrale di Milano (1864); l'insieme così accorpato costituisce oggi il NIL n. 9, "Porta Garibaldi - Porta Nuova".

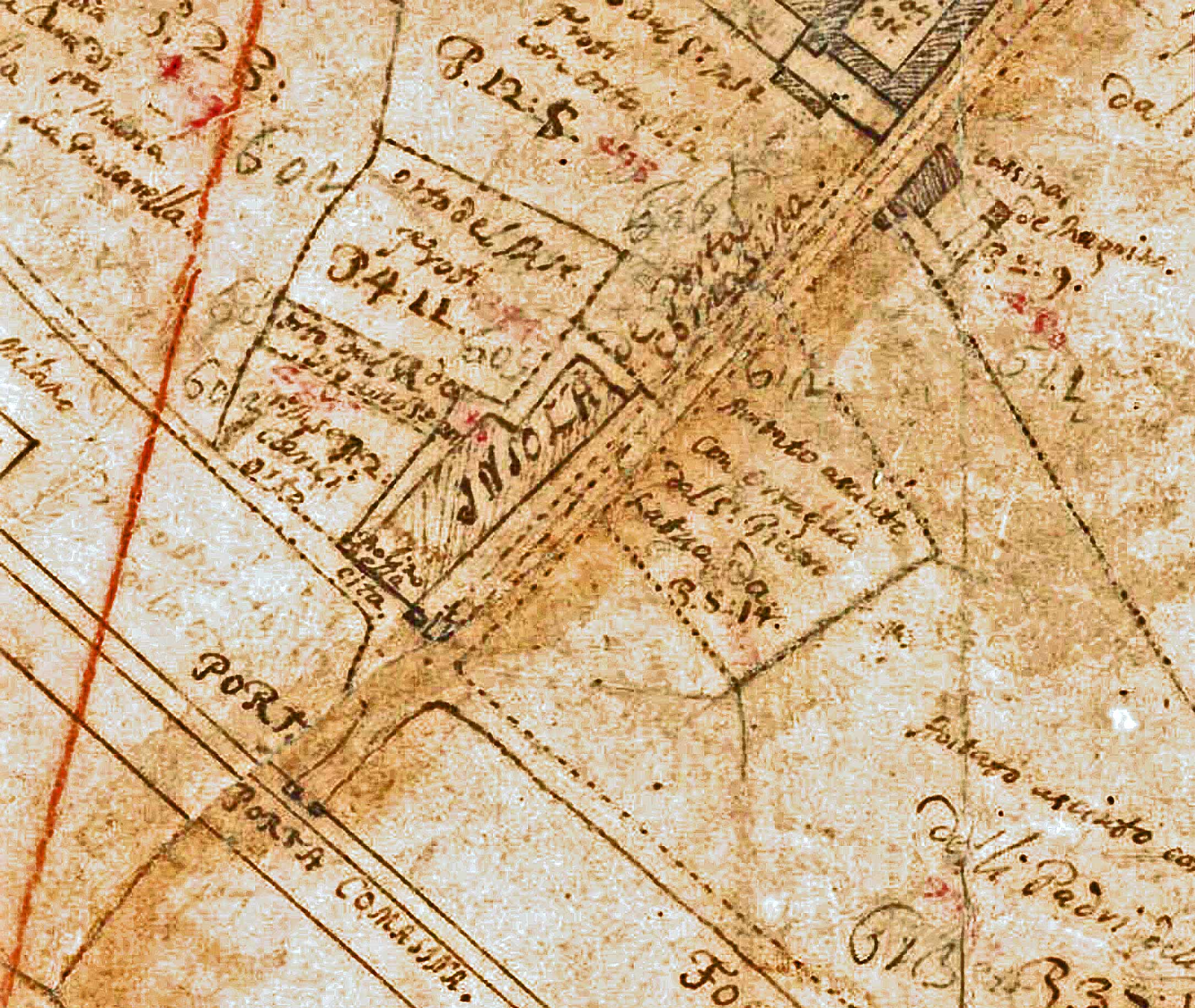
INSOLA de Porta Comasina, esistente nel 1720-23 all'inizio della strada per Como, oggi corso Como.

## Origine del nome
Il toponimo Isola riferito a questa zona è documentato da almeno tre secoli. Nella mappa di primo rilievo del Catasto Teresiano degli anni 1720-23, conservata nell’Archivio di Stato di Milano, di cui qui viene riprodotto un particolare,  sul lato sinistro della strada uscente dalla Porta Comasina (dal 1860 chiamata Porta Garibaldi), a partire da dove oggi c’è il numero civico 1 di corso Como, è disegnata una costruzione a pianta rettangolare, lunga e stretta, isolata nella campagna, estesa per circa 60-70 metri verso nord, su cui è scritto: "INSOLA de Porta Comasina", in termini moderni: "Isolato di Porta Comasina". La costruzione era (allora) l'unica esistente in quel tratto della strada Comasina.
Sulla mappa,  attorno alla costruzione e lungo la strada, risultano solo orti, prati, terreno a viti (allora si faceva il vino anche a Milano, come nella vigna di Leonardo vicino a Santa Maria delle Grazie). Più avanti sulla Comasina, che si allontana da Milano in direzione nord, sono disegnate la cascina Magna subito ad est e ancor più innanzi ad ovest la Chiesa di Santa Maria alla Fontana, il confine nord del quartiere.
La Comasina costituiva (come oggi) una delle più importanti strade commerciali tra Milano, la Brianza, i laghi e la vicina Svizzera, tramite di scambio di merci e persone. Le mura spagnole, per secoli e fino agli inizi del Novecento, fungevano anche da cintura daziaria di Milano. All'esterno della cintura daziaria, in prossimità delle porte cittadine, nel tempo erano sorti depositi in cui i commercianti all'ingrosso immagazzinavano le merci (vino, sale, ecc.) destinate ad essere introdotte in Milano, che i negozianti della città venivano poi a ritirare, pagando (anche) il dazio nel momento in cui le immettevano entro la cinta daziaria.
L'Isola di Porta Comasina era probabilmente uno di questi depositi sorvegliati, formato da più recinti protetti da muri robusti, almeno in parte coperto e comprendente gli alloggi dei custodi, guardie daziarie, ecc. e stallaggi per animali e carri; analoghi per funzione agli attuali magazzini doganali della zona Farini. All'estremità del complesso più vicina a Milano, sulla mappa si legge Bolino della cita, cioè: "Bollino della Città". Una delle tante osterie/depositi di vino di Milano situate appena all'esterno della cintura daziaria, dove chi voleva introdurlo in città pagava (l'odiato) dazio sul vino.  Le botti e gli altri contenitori di vino potevano entrare in città solo se muniti dell'apposito "bollo".
Nell'Ottocento, la costruzione indicata nelle mappe catastali del Settecento come Isola di Porta Comasina non era più “isolata”. Accanto e intorno, ai due lati della Comasina sono disegnati altri edifici e la zona era ormai urbanizzata. Il termine "Isola" rimase però nell'uso comune per indicare tutto il nuovo quartiere che si andava sviluppando a nord della Porta. Sulle mappe “turistiche” ottocentesche, all’estremità della costruzione più vicina alla porta cittadina, prima indicata come: "Isola di Porta Comasina" appare la scritta: Mezza lingua, dall'Osteria della Mezza Lingua. L'esercizio, poi anche albergo, era succeduto al Bollino del secolo precedente nella medesima favorevole posizione commerciale e durò fino agli inizi del Novecento. Noto ai milanesi per il vino (non gravato dal dazio, se bevuto sul posto) e come luogo di arrivo/smistamento di stampati patriottici/clandestini provenienti dall'estero, come dalla tipografia di Capolago sul lago di Lugano.
Tuttavia il toponimo Isola in questa zona rimane presente anche nelle successive mappe di Milano, come quella di Clarke del 1832, in cui appena dopo l’uscita dalla città dal Ponte delle Gabelle, sulla sponda est del Naviglio della Martesana, in posizione distante circa 300 metri dall'Isola di Porta Comasina disegnata sulla mappa del Settecento, si legge la denominazione "Isola Bella", relativa ad un’altra osteria (in seguito divenuta albergo, in esercizio fino al 1975, come da registro della Camera di Commercio di Milano) che fungeva anche da prima fermata delle diligenze sulla strada postale Milano–Monza.
L’osteria/albergo "Isola Bella" era anche meta di gite fuori porta, come risulta da documentazione iconografica di metà Ottocento, al pari della successiva Cassina de' Pomm, situata più avanti, sempre sul Naviglio Martesana. L’edificio originario dell'albergo Isola Bella esiste ancora, in stato di rudere; dal 2021 è oggetto di un progetto di ricupero, per utilità sociale, al pari del vicino e più recente bell’edificio delle Cucine Economiche (Arch. Broggi, 1883) in via Monte Grappa. Di fianco all'albergo, sull'attuale via Monte Grappa, c'era la Gabella del sale,, un deposito di questa merce dove si pagava l'omonima gabella.
Si tratta quindi di una leggenda metropolitana, pur diffusa su moltissimi siti internet, quella che erroneamente afferma che l'Isola sarebbe stata così chiamata perché zona "isolata" dal resto di Milano dalle costruzioni ferroviarie. In realtà, le ferrovie sono state inventate e costruite quando il nome Isola era già in uso da circa 120 anni; nella zona, la prima è stata la ferrovia Milano-Monza, costruita nel 1840 a nord del Ponte delle Gabelle, seguita poi dalla prima stazione Centrale di Milano (1864) e oggi dalla stazione Garibaldi, del 1961. 
Verosimilmente, essendosi nel tempo perduto il ricordo dell'antico "Isolato", che tale non era più da oltre un secolo, tra gli "Isolani" e chi scriveva del quartiere ebbe fortuna la spiegazione del nome dall'"isolamento" causato dalle costruzioni ferroviarie. È vero, comunque, che le ferrovie, per più di un secolo costruite e cresciute disordinatamente, senza alcun riguardo per gli abitanti del quartiere, e le vicissitudini urbanistiche successive hanno causato enormi danni alla viabilità della zona, che persistono tuttora specie nelle aree prossime agli impianti ferroviari. Se ne scrive in seguito nella sezione "Storia".
Il toponimo Isola non era registrato in alcun documento ufficiale, salvo le mappe del Catasto Teresiano, fino al 2014, quando è stato attribuito alla stazione della M5, situata all’angolo tra via Volturno e via Sebenico. Paradossalmente, il toponimo Isola si è spostato a circa 750 metri a nord-est dalla prima costruzione del 1720 di cui si è detto. La zona che vi aveva dato origine, oggi, diversamente configurata, fa parte del "NIL Porta Garibaldi Porta Nuova", n 9 e (per lo meno dal punto di vista della burocrazia comunale) non può più fregiarsi del suo antico nome.

## Storia

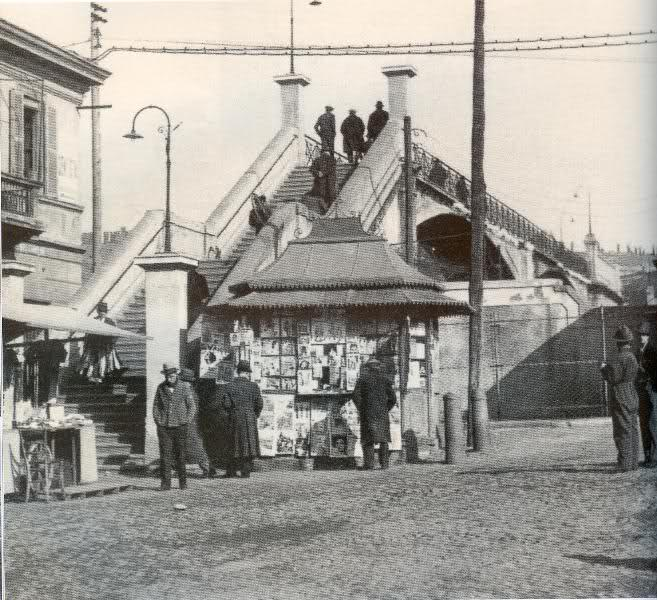
La passerella che da via Borsieri portava in Corso Como.

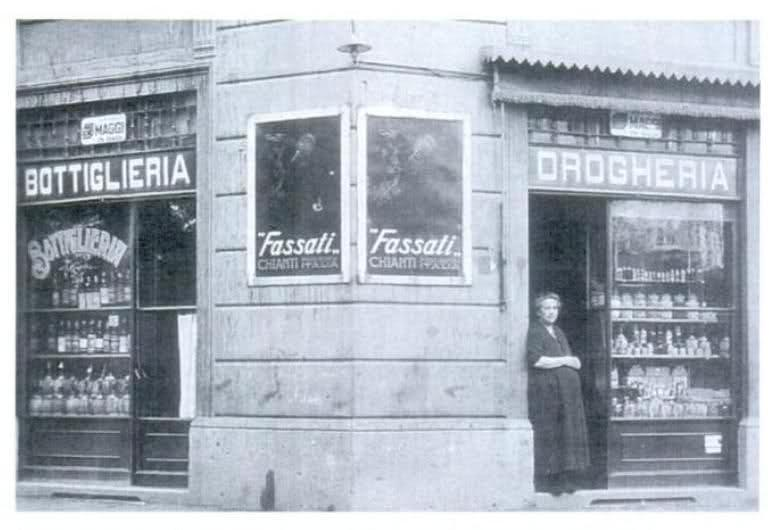
La drogheria di via Carmagnola 8, angolo via Pastrengo, nel 1925.

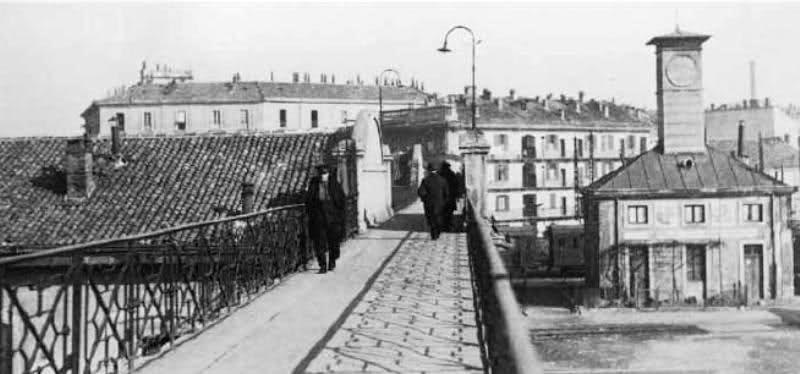
La passerella vista da sopra.

Storicamente l'Isola si sviluppa come un borgo lineare lungo l'antica strada che da Milano, uscita da Porta Comasina, portava fino a Como. Fino a metà Ottocento, in quest'area fuori dalle porte di Milano, dove iniziava il Comune dei Corpi Santi, tranne poche eccezioni, non esistevano case d'abitazione o edifici.
L'antico tracciato della strada che portava a Como, lungo il quale si è sviluppata l'Isola, è costituito attualmente da corso Como e dalla vecchia via Borsieri che un tempo comprendeva anche l'attuale via Thaon di Revel. Tale percorso venne completamente interrotto nel 1865 quando, traversalmente alla strada Comasina, si costruì la ferrovia, dividendo in due il borgo che gradualmente si stava sviluppando lungo la strada stessa.
A garantire una parziale continuità fra corso Como e la via Borsieri nel 1870 venne costruita (da un'impresa olandese) solo una passerella pedonale, lunga 80 metri, larga quattro, parzialmente in ferro.  .
Per ripristinare altrove il percorso stradale per Como, nel 1880 fu aperta nelle mura spagnole, più a ovest, la nuova porta Volta, da cui partiva in direzione di Como l'attuale via Farini. La via Farini si incrociava con la ferrovia passando sotto il Ponte (ferroviario) della Sorgente, che prese il nome dalle risorgive che caratterizzavano la zona.
L'Isola andò a caratterizzarsi nel corso degli anni per una forte componente di abitazioni destinate ad operai, molti dei quali lavoravano nelle vicine fabbriche, come per esempio il Tecnomasio Italiano Brown Boveri, lo stabilimento della Pirelli (in Ponte Seveso) e l'Elvetica (in via Melchiorre Gioia), oltre che ovviamente nei vicini impianti ferroviari.
Scampati i bombardamenti, pur rimanendone ferita, nell'immediato dopoguerra sull'Isola cala lo spettro di un grosso "asse attrezzato" che la avrebbe dovuta attraversare, tagliandola, e collegare l'Arco della Pace con il piazzale Lagosta. Il progetto trova la sua ufficialità nel Piano del 1953, a seguito del quale negli anni successivi cominciano gli espropri e le relative demolizioni da parte del Comune. La ferrovia viene arretrata, con la realizzazione della nuova stazione di testa di Porta Garibaldi. Anche attorno alla ferrovia si procede a colpi di esproprio sia per la realizzazione della nuova stazione sia per la realizzazione del centro direzionale previsto dal piano. Lo stesso corso Como viene dimezzato nella sua estensione. Tuttavia la forte opposizione degli abitanti dell'Isola, gli eccessivi costi degli espropri e la mutata convinzione sulla necessità di una simile autostrada urbana portarono il Comune a fare un passo indietro. Residuo del progetto incompiuto "asse attrezzato" è, sopra i binari di Porta Garibaldi, un enorme spezzone stradale largo sei corsie che avrebbe consentito lo scavalco della ferrovia; ultimo fra i collegamenti fra il quartiere e la città (visto che la passerella era stata demolita nel 1958 in favore del successivo sottopasso provvisorio di corso Como, che durò fino al 1960). Verrà dedicato a don Eugenio Bussa, storico prete dell'oratorio del Sacro Volto all'Isola, in prima fila egli stesso contro l'attuazione del piano. Dopo diversi anni dalla sua posa venne dotato di due rampe, che consentono tuttora il passaggio (pedonale e, in un solo senso di marcia, veicolare) da Milano all'Isola.
Negli ultimi anni il quartiere ha subito una progressiva rivalutazione, protagonista in parte anche di una più lenta ma progressiva sostituzione del caratteristico ceto popolare e operaio che la contraddistingueva. Proprio nel quartiere, infatti, si ergono le due torri del Bosco verticale, edificate all'interno del più generale Progetto Porta Nuova.

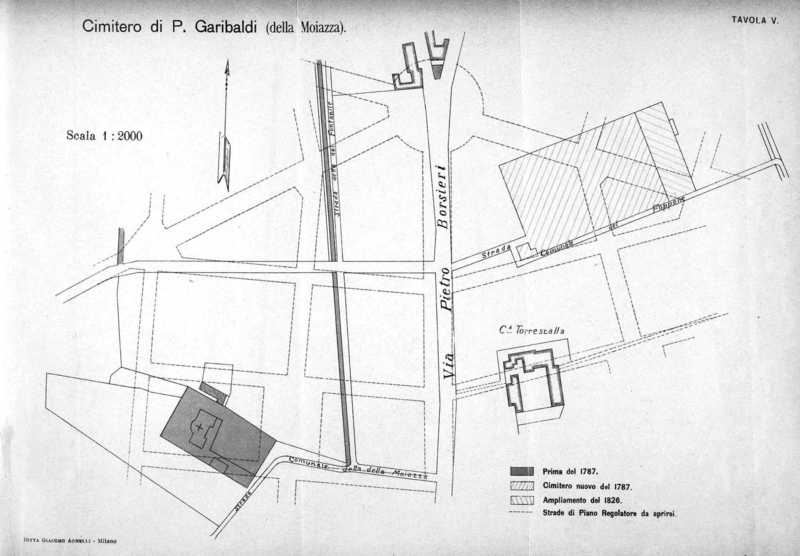
Ubicazione del Cimitero della Mojazza.

### La Mojazza
Il Cimitero della Mojazza era un cimitero storico dell'Isola, aperto nel 1685, che derivava il suo nome dalle caratteristiche del terreno su cui sorgeva, fortemente imbevuto d'acqua e quindi estremamente fangoso; il verbo mojà, in dialetto milanese, significa infatti inzuppare, ammollare o intingere in un liquido, da cui il sostantivo mojàscia che sta per poltiglia, melma, fanghiglia. Nel cimitero avevano trovato sepoltura, nel corso dei secoli, personaggi illustri quali Cesare Beccaria, Giuseppe Parini e Melchiorre Gioia. L'intera area cimiteriale faceva capo alla vicina Chiesa di Santa Maria alla Fontana, mentre l'ingresso era sulla via Perasto, allora conosciuta come strada della Magna, da cui prese il suo nome l'ampia area incolta a est dell'Isola.
Il cimitero venne soppresso il 22 ottobre 1895 in concomitanza con l'apertura del nuovo Monumentale, in cui vennero trasferiti i resti dei personaggi più famosi sepolti alla Mojazza. A causa dell'estrema approssimazione delle operazioni e dell'impossibilità, in molti casi, di individuare con precisione la loro esatta sepoltura, nella maggior parte dei casi i resti andarono perduti con la soppressione del cimitero.

### La Magna
Passata ormai alla storia ma ancora viva nei ricordi, la cosiddetta Magna era un largo spazio situato in fondo a via Sebenico, che prendeva il nome da una storica cascina che qui vi sorgeva Nella mappa catastale del 1720-23 qui allegata, la cascina situata sul lato est della strada Comasina (ora via Borsieri angolo via Sebenico) è indicata come “cassina de Magni”.

L'area era quella adiacente al Bivio della Magna, sul vecchio tracciato per Monza dismesso dalle Ferrovie a seguito dell'attivazione del nuovo nodo ferroviario nel 1931 e della nuova Stazione Centrale.
Successivamente, cresciuta a pratone incolto, era diventata luogo di ritrovo per i giovani dell'Isola, unico spazio all'aria aperta, lontano dai malconci cortili delle abitazioni popolari del quartiere. Nell'agosto del '43, quando i bombardamenti anglo-americani distrussero diversi stabili anche dell'Isola, vennero accumulate nella Magna (così come in piazzale Archinto) le macerie degli edifici distrutti. L'area a prato si ridusse drasticamente, rimanendo solo un passaggio che collegava via Sebenico con via Pola, mentre ciò che restava libero venne in seguito trasformato in orto. La situazione si è mantenuta sostanzialmente immutata per molti anni prima che la costruzione di nuovi edifici (attualmente fronteggianti il Palazzo della Regione) occupassero l'area.
Curiosamente, per la generazione successiva la Magna era riconosciuta come l'area analogamente dismessa e incolta più prossima alla via Melchiorre Gioia.

## Monumenti e luoghi d'interesse
L'Isola, forte della propria tradizione popolare e operaia, visse intensamente la Resistenza partigiana. A perpetuarne la memoria venne posto il 25 aprile 1972, in via Sassetti, all'altezza dello sbocco con via Melchiorre Gioia, un monumento ai caduti del quartiere, che verrà poi, nel dicembre del 2009, trasferito nel più centrale piazzale Segrino, a seguito delle richieste degli abitanti. Una grande attenzione è stata posta anche alle lapidi per i singoli caduti.

## Geografia antropica

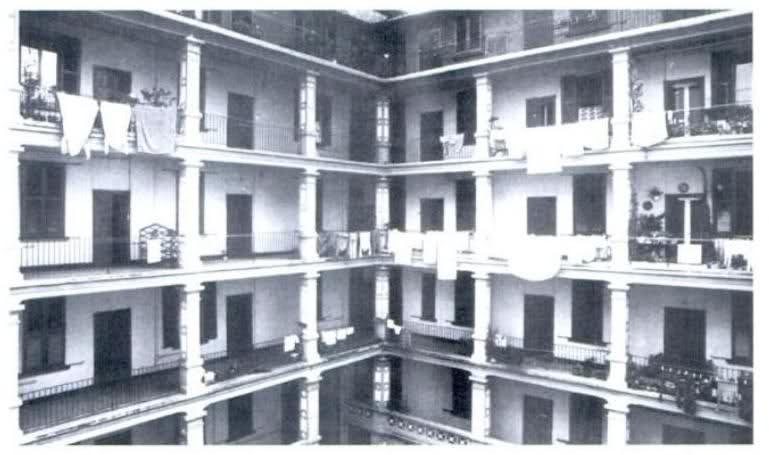
Una casa a corte in via Jacopo Dal Verme.

### Urbanistica
Gli isolati, conformemente al Piano Beruto, misurano tutti all'incirca 120 x 100 m; erano suddivisi in lotti che potevano variare dai 500 ai 2000 m² ed erano caratterizzati da ripartizioni ortogonali. Il piano terreno era occupato da negozi o botteghe artigiane sul fronte strada e magazzini o attività produttive di maggiori dimensioni verso le corti interne, mentre i piani superiori destinati alle abitazioni erano del tipo a pianerottolo o, più spesso, a ballatoio. Il tipo di distribuzione differenziava le abitazioni in base alle destinazioni: il ballatoio era riservato alle abitazioni operaie e distribuiva piccoli locali, generalmente ad altissima densità abitativa; il pianerottolo connotava spazi studiati per il ceto medio, spesso dotati di servizi igienici privati e con dimensioni dai due ai quattro locali.
Il quartiere presenta numerose abitazioni in stile Liberty e altre tipiche del razionalismo milanese, come le case di Pietro Lingeri e Giuseppe Terragni, il quartiere di Enrico Agostino Griffini e Manfredo Manfredi per conto della Società Edificatrice Case Operaie, Bagni e Lavatoi Pubblici e destinato ai lavoratori dell'Ospedale Maggiore, lo stabilimento della Italclima di Gio Ponti e Luciano Baldessari. Tra questi edifici, particolarmente interessanti sono la Casa Ghiringhelli del 1933, la Casa Toninello del 1934 e la Casa Comolli-Rustici del 1935, tutte di Terragni e Lingeri.

### Altre località
La Fontana è il quartiere, a nord dell'Isola, posizionato lungo l'antica strada che collegava Milano con Como, che ha preso il nome dalla Chiesa di Santa Maria alla Fontana.

## Infrastrutture e trasporti
- Linea M2: fermata Garibaldi FS;

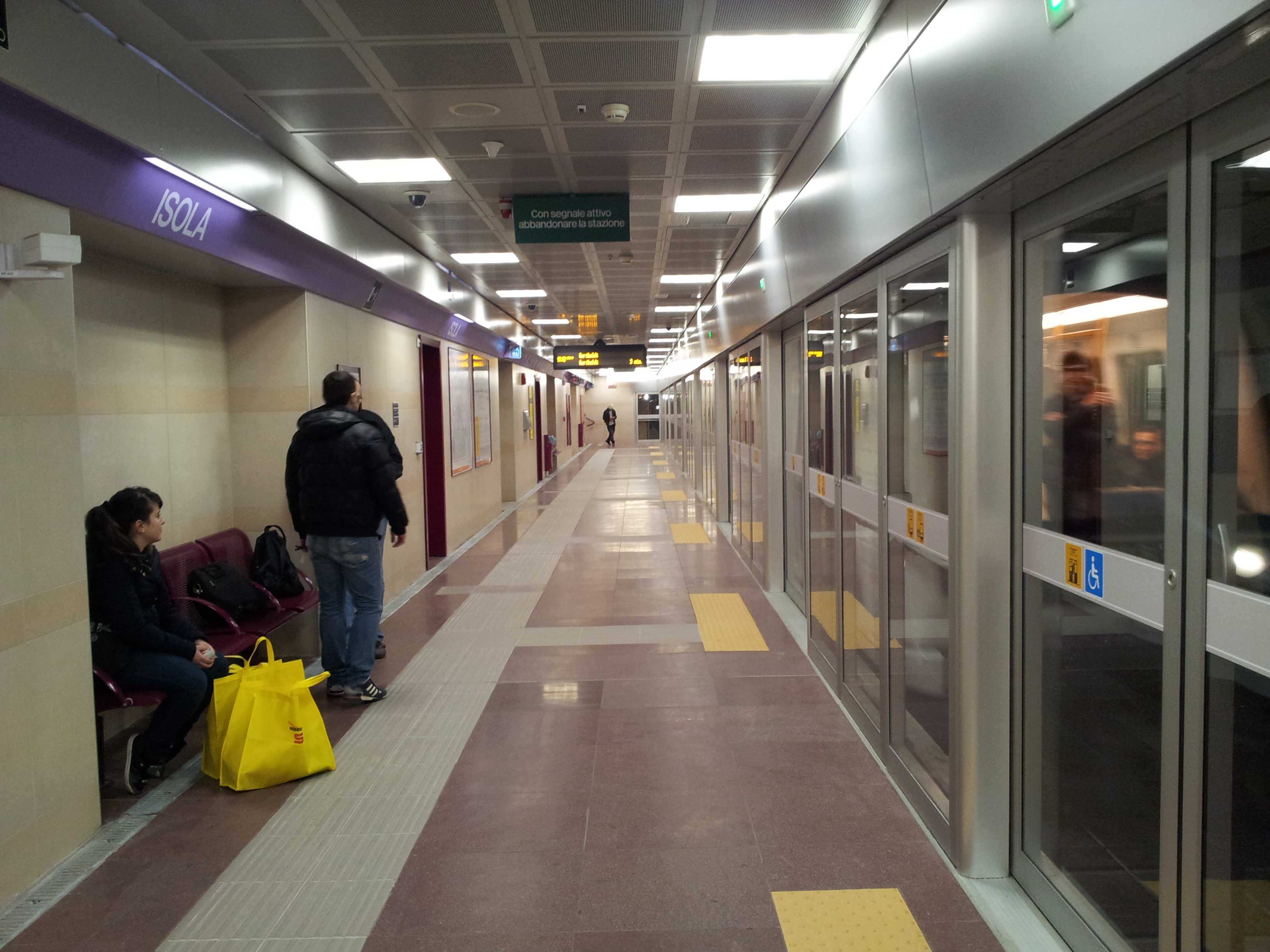
Banchina del binario 1 della stazione Isola.

- Linea M5: fermate Isola e Garibaldi FS;
- Linee S1, S2, S5, S6, S7, S8, S11, S12 e S13, regionali, nazionali, internazionali e Malpensa Express: stazione di Porta Garibaldi (superficie e sotterranea)

L'Isola è servita dall'omonima stazione della metropolitana 5, situata sotto Via Volturno.

L'area è divisa a sud dal tracciato ferroviario, sul quale sorge dal 1963 la stazione di Porta Garibaldi, accessibile attraverso i sottopassaggi di Via Pepe, dai quali si può raggiungere anche la stazione della metropolitana, interscambio tra le linee M2 ed M5. Questa stazione, gestita da Centostazioni/RFI, è servita da treni suburbani (linee S1, S2, S5, S6, S7, S8, S11 e S13), regionali e il Malpensa Express, gestiti da Trenord, e nazionali e internazionali.
Inoltre, poco distante dal confine con il quartiere, si trova, all'interno dell'attiguo Centro Direzionale, la stazione di Via Gioia della linea M2.
Varie linee di autobus e tram, gestite da ATM, collegano l'Isola ai quartieri limitrofi e agli altri quartieri del centro di Milano.